# 胡巍
胡巍（1468年—？年），字世高，直隶大名府開州人，軍籍。

## 生平
治《書經》，行一，由國子生中式順天府鄉試第一百三十四名舉人，年四十一歲中式正德三年（1508年）戊辰科會試第二百四十三名，第三甲第一百七十二名進士。官常熟县知县。

## 家族
曾祖胡七。祖父胡㫤，義民。父胡善。母崔氏。慈侍下。弟胡嶷、胡崙。